# Тимофеев, Илья Юрьевич
Илья Юрьевич Тимофеев (род. 8 сентября 1995 года) — российский пловец в ластах. Мастер спорта России (2013), мастер спорта России международного класса (2014)

## Карьера
С 2010 г. является спортсменом-инструктором МОУДОД СДЮСШОР № 4.
2010 г. – победитель и призёр Первенства России среди девушек и юношей до 16 лет.
Победитель первенства Мира в эстафетном плавании 4х3км, Пальма де Майорка, Испания.
2011 г. – победитель Первенства России.
Победитель Первенства Европы в эстафетном плавании 4х3км, Венгрия.
2012 г. – победитель Первенства России по марафонским заплывам в ластах на 6 км среди юношей и эстафете 4х3 км, Первенства Мира на дистанции 6000м, этапа Кубка Мира. Призер первенства мира в эстафетном плавании 4х3км.
По итогам выступлений на международных соревнованиях получил титул "Лучший марафонец 2012г".
2013 г. – призёр Кубка и Чемпионата России.
2013 г.  — Победитель Чемпионата мира по марафонским заплывам в ластах в эстафетном плавании 4х3000 м.